# Tridentarius dentatus
Strombe denté
Espèce
Synonymes
- Strombus dentatus

Le Strombe denté (Tridentarius dentatus) est un escargot de mer tropical.

## Distribution
- Taille maximale : 5 cm.
- Répartition : est de l'Océan Indien.

## Philatélie
Ce coquillage figure sur une émission de Wallis et Futuna de 1984 (valeur faciale : 35 f) sous la légende Strombus dentatus.